# Saint-Symphorien, Eure
Saint-Symphorien är en kommun i departementet Eure i regionen Normandie i norra Frankrike. Kommunen ligger i kantonen Pont-Audemer som tillhör arrondissementet Bernay. År 2022 hade Saint-Symphorien 470 invånare.

## Befolkningsutveckling
Antalet invånare i kommunen Saint-Symphorien
Referens:INSEE